# Кото-дю-Лізон
Кото-дю-Лізон (фр. Coteaux du Lizon) — муніципалітет у Франції, у регіоні Бургундія-Франш-Конте, департамент Жура. Кото-дю-Лізон утворено 1 січня 2017 року шляхом злиття муніципалітетів Кюттюра i Сен-Люпісен. Адміністративним центром муніципалітету є Сен-Люпісен. Населення — 2168 осіб (01.01.2021).